# AD Chalatenango
Asociación Deportiva Chalatenango – nieistniejący już salwadorski klub piłkarski z siedzibą w mieście Chalatenango, stolicy departamentu Chalatenango. Funkcjonował w latach 1950–2009 oraz 2010–2023. Domowe mecze rozgrywał na obiekcie Estadio José Gregorio Martínez.

## Osiągnięcia

### Krajowe
- Primera División

| zwycięstwo (0):     | –        |
| drugie miejsce (1): | 2008 (A) |

## Historia
Początki klubu sięgają lat 50. XX wieku, gdy grupa lokalnych mieszkańców na czele z José Gregorio Martínezem (1930–2015) założyła drużynę piłkarską o nazwie Alacranes. Zespół rozpoczął występy w niższych ligach salwadorskich, docierając do trzeciego szczebla rozgrywek. W 1977 roku klub dołączył do drugiej ligi po wykupieniu licencji Independiente San Vicente. W tamtym okresie zmieniono też nazwę klubu na CD Chalatenango, chcąc podkreślić związek klubu z miastem i departamentem. W 1979 roku drużyna wywalczyła historyczny awans do Primera División i występowała w niej w latach 1979–1990, po czym zanotowała relegację do drugiej ligi. W 2003 roku zawodnicy Chalatenango znów awansowali do najwyższej klasy rozgrywkowej, lecz spadli z niej już po roku.
W 2005 roku Chalatenango zakupił licencję beniaminka pierwszej ligi, klubu Coca Cola, za kwotę 250 tysięcy dolarów i tym samym powrócił do Primera División. W jesiennym sezonie Apertura 2008 zespół odniósł pierwszy duży sukces w swojej historii, zdobywając wicemistrzostwo Salwadoru. W 2009 roku drużyna po raz pierwszy zakwalifikowała się do międzynarodowych rozgrywek – Ligi Mistrzów CONCACAF (jako druga drużyna w łączonej tabeli sezonów Apertura 2008 i Clausura 2009). Ostatecznie nie wzięła w nich jednak udziału (została zastąpiona przez CD Luis Ángel Firpo), gdyż władze zmagającego się z problemami finansowymi klubu sprzedały licencję zespołowi Municipal Limeño i klub Chalatenango zakończył swoją działalność. Jego miejsce w mieście na krótko zajęła nowo powstała ekipa Alacranes del Norte.
Zespół Chalatenango został reaktywowany już w 2010 roku i rozpoczął występy w trzeciej lidze, by w 2013 roku awansować na drugi szczebel rozgrywek. W 2015 roku, w ramach rozszerzenia salwadorskiej Primera División z dziesięciu do dwunastu drużyn, Chalatenango wykupił licencję na grę w pierwszej lidze i po sześciu latach przerwy powrócił do najwyższej klasy rozgrywkowej. W 2017 roku ze względu na problemy finansowe i organizacyjne (zaległości płacowe i spór między dwoma grupami działaczy o prawne umocowanie do zarządzania klubem) zespół został wykluczony z rozgrywek. Ostatecznie Rigoberto Mejía, były burmistrz miasta Chalatenango, za kwotę 100 tysięcy dolarów wykupił licencję na grę w Primera División i klub pozostał w lidze, odradzając się pod nazwą AD Chalatenango. Zespół wciąż zmagał się jednak z zadłużeniem i w 2020 roku Mejía sprzedał klub. Ogółem czwarty pobyt drużyny w pierwszej lidze trwał osiem lat (2015–2023), po czym spadła ona do drugiej ligi. Chalatenango nie przystąpił jednak do rozgrywek drugoligowych i po raz kolejny zakończył działalność.